# Warner Baxter
Warner Leroy Baxter (Columbus (Ohio), 29 maart 1889 - Beverly Hills (Californië), 7 mei 1951) was een Amerikaanse acteur. In 1929 won hij een Oscar voor Beste Acteur.

## Biografie
Baxter werd geboren in 1889 in Columbus in Ohio. Op zijn negende verhuisde hij naar San Francisco. Na een zware aardbeving in 1906, moesten hij en zijn familie twee weken in een tent slapen. Vanaf 1910 was Baxter enige tijd een vaudevilleartiest. Hij deed ook regelmatig mee aan toneelstukken.
In 1921 speelde Baxter in zijn eerste film, genaamd Sheltered Daughters. Snel werd hij een van de populairste acteurs van die tijd. In de jaren '20 speelde hij in 48 films. Zijn beroemdste rol was die als Cizko Kid in de film In Old Arizona uit 1929. Deze film was de eerste western die geheel met geluid was opgenomen. Voor zijn rol in die film won hij een Oscar voor Beste Acteur. Later speelde hij nog in films als Broadway Bill (1934) en Kidnapped (1938).
In 1936 was Baxter de hoogst betaalde acteur van Hollywood. Vanaf 1943 speelde Baxter vrijwel alleen nog in B-films. Wel werd hij nog bekend van zijn rollen in de Crime Doctor films.
Baxter leed aan artritis. Om de pijn de verzachten werd er lobotomie toegepast. Hij overleed echter op 7 mei 1951 na een longontsteking, en werd begraven in het Forest Lawn Memorial Park Cemetery in Glendale in Californië.
Baxter heeft een ster op de Hollywood Walk of Fame op de Hollywood Boulevard 6290.